# Siebel Flugzeugwerke
La Siebel Flugzeugwerke KG, o da altre fonti Siebel Flugzeugwerken Halle KG, era un'azienda aeronautica tedesca fondata da Friedrich Wilhelm Siebel nel dicembre 1937 rilevando la Flugzeugwerken Halle GmbH, il ramo dedicato alla produzione di velivoli leggeri dell'azienda di proprietà di Hanns Klemm, la Hanns Klemm Flugzeugbau GmbH.

## Storia
L'azienda, la cui sede era a Halle sul Saale, si specializzò nella progettazione e costruzione di aerei passeggeri e da trasporto oltre alla produzione di velivoli su licenza, ovvero il ricognitore Heinkel He 46, l'addestratore  Focke-Wulf Fw 44 Stieglitz, bombardiere-ricognitore  Dornier Do 17 M-P e Junkers Ju 88.
I loro modelli di successo commerciale furono gli addestratori Si 202 Hummel e Si 204, inoltre dal 1944 svilupparono il prototipo del supersonico DFS 346, un velivolo caratterizzato dall'ala a freccia positiva di 45°, motore a razzo e dalla postazione di pilotaggio in posizione prona.
L'azienda, si scoprì più tardi, a quel tempo ricorreva anche allo sfruttamento dei prigionieri nel vicino campo di lavoro forzato, uno dei molti sottocampi di Buchenwald.
Nel 1944, durante le ultime fasi della seconda guerra mondiale, gli stabilimenti vennero danneggiati dai bombardamenti alleati e la produzione interrotta. Alla fine del conflitto, dopo un iniziale controllo del territorio da parte del personale statunitense, l'area venne assegnata all'influenza sovietica i quali richiesero la ripresa dello sviluppo del DFS 346. Tuttavia, nell'ottobre del 1946, gli impianti vennero smantellati e l'intero progetto, comprese le maestranze e le loro famiglie, venne trasferito nei pressi di Podberesje, circa 129 km a nord di Mosca. In quel luogo il progetto venne ripreso e seguito dal Dipl Ing Heinz (Heinrich) Rössing dell'OKB 2. Nel 1950 cominciarono a tornare in Germania i primi lavoratori della Siebel.
Intanto, dopo la spartizione del territorio tedesco, nel 1948 Friedrich Siebel, in collaborazione con un altro partner commerciale straniero, fonda nella neodivisa Germania Ovest un'azienda che si occupa di articoli sportivi e di trasporti aerei.
In cooperazione con la Waggonbau- und Maschinenbau Donauwörth (WMD), nel 1958 venne poi creata la Siebel Works/ATG Ltd (SIAT) che con la realizzazione conto terzi di parti di grandi dimensioni destinate a velivoli vide il ritorno dell'azienda alla produzione aeronautica.
Dopo che la Bölkow GmbH aveva acquisito la maggioranza della società, nel 1968 venne definitivamente integrata nelle operazioni di fusione del gruppo Messerschmitt-Bölkow-Blohm GmbH.

## Velivoli prodotti
- Siebel Fh 104
- Siebel Si 201
- Siebel Si 202 Hummel
- Siebel Si 204